# ماواخوویتسه
ماواخوویتسه (لهستانی: Małachowice؛ ‏[mawaxɔˈvit͡sɛ]) روستایی در گمینا اوزورکوو واقع در شهرستان ازگیش در استان ووتسکی لهستان است که در۶ کیلومتری شمال شرقی اوزورکوف، ۱۷ کیلومتری شمال ازگیش و ۲۵ کیلومتری شما ووچ واقع شده‌است.